# 150e régiment d'artillerie
Le 150e régiment d'artillerie, ou 150e régiment d'artillerie de position, est une unité de l'armée française ayant participé à la Seconde Guerre mondiale.

## Historique
Le 150e régiment d'artillerie de position est créé en août 1939 à la mobilisation générale par le centre mobilisateur d'artillerie no 220 à partir d'un noyau du 166e régiment d’artillerie de position du temps de paix. Il est affecté au secteur fortifié de Rohrbach avec le 59e régiment d'artillerie de région fortifié. Il fournit les artilleurs des ouvrages, ainsi que deux groupes de position avec huit canons de 120 mm modèle 1878 de Bange, huit 145 mm L 1916 Saint-Chamond (en), huit 155 mm C 1915 Saint-Chamond, huit 155 mm L 1877 de Bange et seize 155 mm L 1918 Schneider.   
À partir du 13 juin, il se replie sur ordre. La majorité de l'unité est capturé le 23 juin au col de Charaille à part un détachement qui rejoint la Suisse.